# Sándor Fazekas
Dans le nom hongrois Fazekas Sándor, le nom de famille précède le prénom, mais cet article utilise l’ordre habituel en français Sándor Fazekas, où le prénom précède le nom.
Sándor Fazekas, né le 3 mai 1963 à Karcag, est un homme politique hongrois, membre du Fidesz. Depuis 2010, il est ministre du Développement rural dans le gouvernement de Viktor Orbán. Il est maire de sa ville natale de 1990 à 2010.